# ДТ-14
ДТ-14 — марка лёгкого колёсного трактора, выпускавшегося Харьковским тракторным заводом с 1955 по 1959 годы. Трактор предназначен для работ в овощеводстве на лёгких почвах с прицепным и навесным оборудованием, для транспортировки грузов и разных вспомогательных работ. ДТ-14 является результатом модернизации трактора ХТЗ-7. В отличие от своего предшественника, на нём установлен одноцилиндровый дизельный двигатель Д-14 мощностью 14 л.с. Для запуска двигателя использовался бензин. В 1957 году появилась модификация ДТ-14А, с запуском двигателя Д-14А на бензине при помощи электростартера. С конца 1957 года выпускалась модификации ДТ-14Б, в которой электростартер запускал двигатель Д-14Б непосредственно на дизельном топливе. В момент запуска использовалась пониженная степень сжатия (декомпрессия).

## Сохранившиеся тракторы
В 2009 году имелось сообщение о том, что в селе Акутиха (Алтайский край) на частном подворье имеется работоспособный трактор ДТ-14.